# Camille Louis Husson
Pour les articles homonymes, voir Husson (homonymie).
Camille Louis Husson, né le 7 mars 1843 à Toul où il est mort le 28 août 1886, est un pharmacien toulois et un érudit local  du XIXe siècle. Il est le fils de Nicolas Husson et Marie-Fanie Masson.

## Le pharmacien
Après avoir fait ses études de pharmacie à l'École impériale du Service de Santé militaire de Strasbourg où Camille Louis Husson est reçu docteur en 1868, il travaille à Toul, à la pharmacie paternelle. Il devient chercheur en chimie analytique, bromatologie, toxicologie, expertise et hygiène, correspondant national de l'Académie de médecine et président de la Société de Pharmacie de Lorraine.

## Le passionné d'archéologie
Camille Louis Husson se passionne également pour l'archéologie et les sciences naturelles, comme son père. En 1858, il découvre de manière fortuite le Trou des Celtes, une grotte située sur le territoire de la commune de Pierre-la-Treiche en Meurthe-et-Moselle et nommée ainsi par son père Nicolas. Fouillée de 1863 à 1867, la grotte livre des ossements humains et des objets d'époque magdalénienne. À partir de 1863 Camille et son père, premiers spéléologues du toulois, commencent l'exploration systématique de la Grotte Sainte-Reine, située sur la même commune, puis de la Grotte du Géant à Gondreville.

## Publications
Du fait du métier, lieu d'exercice et passion communs avec son père, de nombreux ouvrages sont attribués par erreur à Camille, en particulier l'ensemble des études archéologiques, géologiques, paléontologiques et spéléologiques menées sur le Toulois et publiées entre 1846 (il avait alors 3 ans !) et 1880... Globalement la quasi-totalité des ouvrages et communications signés Husson sont à attribuer au père ; ceux de Camille font apparaître C. ou Camille ou Camille Louis ou Husson fils.
- (1867) - « Sur la recherche analytique des sels de chrome », Pharm. Chim. no 7, p. 414
- (1872) - Étude sur le camp de Châlons : l'homme préhistorique et le cultivateur actuel, Impr. T. Lemaire, Toul
- (1875) - Absorption de l'iode par les matières organiques, Impr. Vves Renou, Maulde et Cock, Paris
- (1876) - Action de l'iode sur le sang des différents animaux
- (1876) - Recherche toxicologique du sang, Impr. E. Réau, Nancy
- (1877) - Les Écoles de Toul depuis 1790, Impr. T. Lemaire, Toul
- (1877) - Quelques notes sur l'hémoglobine et ses dérivés, Impr. T. Lemaire, Toul
- (1878) - Le lait, la crème et le beurre au point de vue de l'alimentation, de l'allaitement naturel, de l'allaitement artificiel et de l'analyse chimique, Impr. P. Asselin, Paris
- (1878) - Statistique médicale et hygiène : Éléments de la population dans la ville de Toul, Impr. T. Lemaire, Toul
- (1879) - Le café, la bière et le tabac : étude physiologique et chimique, Impr. P. Assselin et Cie, Paris
- (1880) - Note sur l'absinthe, Impr. V.-A. Delahaye, Paris
- (1881) - L'alimentation animale : ce qu'elle a été, ce qu'elle doit être, ce qu'elle devient, ce qu'elle produit, comment on la prépare : La viande; son histoire, ses caractères, son utilité, ses dangers, statistique, hygiène, police sanitaire, Éd. Dunod, Paris
- (1882) - Histoire des pharmaciens de Lorraine, Impr. P. Sordoillet, Nancy, 32 p.
- (1884) - Champignons comestibles et vénéneux dans l'arrondissement de Toul, Impr. P. Sordoillet, Nancy
- (1887) - Histoire du pain à toutes les époques et chez tous les peuples, Chez Alfred Cattier, Impr. Rouillé-Ladevèze, Deslis frères successeurs, Tours, 215 p. (OCLC 493971966)